# Junior Dutra
Sérgio Dutra Junior, mais conhecido como Junior Dutra (Santos, 25 de abril de 1988), é um futebolista brasileiro que atua como centroavante e ponta-direita. Atualmente, está no Cianorte Futebol Clube.

## Carreira

### Santos, Futebol Japonês e Lokeren
Revelado no Santos, em 2010 se transferiu para o futebol japonês, onde atuou dois anos pelo Kyoto Sanga até chegar ao Kashima Antlers.
Em 2013 foi vendido para o Lokeren, da Bélgica.

### Vasco da Gama
Em 13 de julho de 2016 foi anunciado como novo reforço do Vasco da Gama. Marcou seu primeiro gol no dia 16 de setembro de 2016 contra o Joinville, na vitória do Vasco por 2x0.

### Avaí
Em 13 de janeiro de 2017, fora dos planos do clube Vasco para a temporada 2017, Junior Dutra rescindiu com o cruzmaltino e acertou sua ida ao Avaí.
Na Série A de 2017, Junior Dutra foi um jogador importantíssimo na guerra do Avaí contra o rebaixamento, recebendo o apelido de "Soldado Azurra", marcou gols importantes, como contra o Cruzeiro, Vitória, Grêmio, mas não foram suficientes para evitar o rebaixamento do time.
Após 52 partidas e 16 gols, deixou o Avaí para defender o Corinthians.

### Corinthians e empréstimos
No dia 7 de dezembro de 2017, Junior Dutra é anunciado oficialmente como novo reforço do Corinthians, assinado contrato por duas temporadas.
Foi inscrito como o camisa 9 na disputa da Taça Libertadores de 2018.
Em julho de 2018, foi emprestado ao Fluminense até o fim da temporada.
Já no dia 16 de julho de 2019, Junior Dutra teve a rescisão de seu contrato com Corinthians oficializada. Pelo Timão, foram 24 partidas e 4 gols marcados.

### Shimizu S-Pulse
Atuou duas temporadas pelo Shimizu S-Pulse, do Japão, e marcou 10 gols em 39 partidas.

### Retorno ao Avaí
No dia 25 de março de 2021, Junior Dutra volta para o Avaí, já que já tinha atuado no ano de 2017.
Porém no dia 4 de agosto do mesmo ano, Junior Dutra rescinde o seu contrato com o clube.

### Londrina
Para o início de 2023, assina com o Londrina.
Em 10 de abril, sofre lesão do tendão fibular e desfalcou o Londrina em um turno da Série B do Brasileiro. Voltou a atuar somente em 17 de julho.
Foi dispensado em 25 de julho, após o fim do turno da Série B. Ao todo, atuou em 7 partidas, marcando um gol e dando uma assistência.

### Figueirense
Em agosto de 2023, assina com o Figueirense.

## Títulos
Avaí
- Campeonato Catarinense: 2021
- Taça Club Atlético Nacional: 2017

Corinthians
- Campeonato Paulista: 2018

Lokeren
- Copa da Bélgica: 2014

Kashima Antlers
- Copa Suruga Bank: 2013
- Copa do Japão: 2012